# Poličná
Poličná (Duits:Politschen) is een Moravische gemeente in het district Vsetín in de Tsjechische regio Zlín. Poličná telt 1754 inwoners (2023).

## Geschiedenis
- 1310 – De eerste schriftelijke vermelding van Poličná.
- 1976 – De gemeente Poličná wordt geannexeerd door de  stad Valašské Meziříčí.[2]
- 2013 – Poličná wordt opnieuw een zelfstandige gemeente.